# Señorío de Sobremazas
El Señorío de Sobremazas fue creado en 1378 por el rey Enrique II de Castilla, para compensar a Juan de Cuetos, debido a los servicios que le había prestado para consolidar su poder y pacificar el reino, recibiendo por tanto Juan de Cuetos el título de señor de Sobremazas, dicho Señorío ocupaba la actual población de Sobremazas en Cantabria, donde la Familia Cuetos construyó la Casa Solariega de los Cuetos, y que sería la sede de la rama principal de la familia hasta que en siglo XV varios miembros de dicha familia se establecen en Asturias.
La familia Cuetos conservó el Señorío hasta la abolición de los Feudos, Señoríos y Mayorázgos en 1837 por la Reina de España Isabel II de Borbón.
{{subst:Aviso referencias en el Archivo Histórico Nacional, en la Chancillería de Valladolid y en los Archivos del Real Cuerpo de la Nobleza de Asturias|Señorío de Sobremazas}}